# Maggie Lau
Maggie Lau (cinese tradizionale: 劉思惠; Hong Kong, 27 agosto 1982) è un'attrice e cantante cinese di Hong Kong.

## Biografia
È conosciuta per aver recitato nei film New Police Story e The Twins Effect girati a Hong Kong, ha inoltre interpretato un ruolo minore nel lungometraggio The Myth, insieme a Jackie Chan e all'attrice sudcoreana Kim Hee Seon.
Lau ha avuto una breve carriera musicale nel 2002, quando ha pubblicato un album con l'ormai scomparso trio femminile 3T, insieme a Yumiko Cheng e Mandy Chiang. Nel 2004 ha cantato un duetto con la boy band Boy'z, Girls, ed è apparsa anche nel video musicale del singolo.